# Средиземноморская зеленушка
Средиземноморская зеленушка (лат. Symphodus mediterraneus) — прибрежная рыба из семейства губановых (Labridae), распространённая в восточной Атлантике от Португалии до Марокко, у Азорских островов и Мадейры, также в Средиземном море. Морская субтропическая демерсальная рыба достигает в длину 18 см. Живёт на глубине до 50 метров.

## Описание
Окраска тела коричневая или красно-коричневая. Глаза жёлто-коричневые, губы белые.
По бокам тела проходят поперечные коричневые полосы (пять в области спинного плавника и одна на хвостовом стебле), которые несколько темнее на спине.
У основания грудных плавников отчётливое тёмное пятно с жёлтой окантовкой. Также всегда есть чёрное пятно на хвостовом стебле над боковой линией.
В нерестовый период у самцов края плавников и горло приобретают голубой тон.